# Nistor Văidean
Nistor Văidean (n. 1 octombrie 1961, Făgăraș) este un fost fotbalist român, care a jucat pe postul de atacant. În prezent este membru la Federația Română de Fotbal.
A jucat 4 meciuri în Cupa UEFA și două meciuri pentru echipa națională de fotbal a României.

## Activitate

#### Fotbalist
A jucat pentru echipele:
- FC Brașov (1982-1985)
- Dinamo (1985-1989)
- Flacăra Moreni (1987-1990)
- FC Brașov (1989-1990)-împrumut
- Gyori ETO (1990-1992)

#### Antrenor
- Nitramonia Făgăraș (1997-1998)